# أندرو هاينز
أندرو هاينز (بالإنجليزية: Andrew Hines)‏ هو متسابق دراجات نارية أمريكي، ولد في 25 مايو 1983.